# Окрећем ти леђа, туго
Окрећем ти леђа, туго је шести студијски албум фолк певачице Вики Миљковић, издат 1998. године за Зам. На овом албуму се налази велики народни хит Беж Милане моја ружо. Песме су радили Драган Брајовић Браја, Драган Ташке. Брзи и Беки Бекић, а текстове писали Браја и Марина Туцаковић. Аутор комплетне песме Беж Милане је Саша Милошевић. Пратеће вокале певали су Данка Стоиљковић и Братислав Здравковић. Продуценти албума су Тутновић, Ташке и Рале.

## Списак песама
1. Окрећем ти леђа туго
2. Удри бригу на весеље
3. Празна соба
4. Јесам ли мајко, још твоја кћи
5. Вечера
6. Чудан овај живот
7. Ех мој брате
8. Моја казна
9. Очи смеђе
10. Беж Милане